# Jean-Gaston de Médicis
Pour les autres membres de la famille, voir Famille de Médicis.
Jean-Gaston de Médicis (en italien Gian Gastone de' Medici), né le 24 mai 1671 à Florence et mort le 9 juillet 1737 dans la même ville, est le dernier grand-duc de Toscane de la lignée des Médicis de 1723 à sa mort en 1737, sans descendance.

## Biographie

### Avènement au trône
Jean-Gaston est le second fils, le troisième et dernier enfant du grand-duc Cosme III et de la grande-duchesse, née Marguerite-Louise d'Orléans, petite-fille de France. Ses parents se séparent peu après sa naissance, sa mère retournant vivre en France.
Soucieux de donner une descendance à sa dynastie après les mariages stériles de ses deux aînés, le grand-duc fait épouser à Jean-Gaston, en 1697, Anne-Marie-Françoise de Saxe-Lauenbourg, une des princesses les plus fortunées d'Europe, belle-sœur de l'empereur Léopold Ier, veuve du duc Philippe-Guillaume-Auguste de Palatinat-Neubourg et déjà mère d'une petite fille. Le prince part pour la Bohême habiter chez son épouse au château de Ploschkowitz, mais le couple ne s'entend pas et n'a pas d'enfants. Désespéré, le prince devient alcoolique et s'abandonne de plus en plus ouvertement à ses tendances homosexuelles, sombrant dans l'alcool et la débauche, fréquentant les bas-fonds et s'entourant d'une « faune » qui exploite ses faiblesses.

### Dernier des Médicis

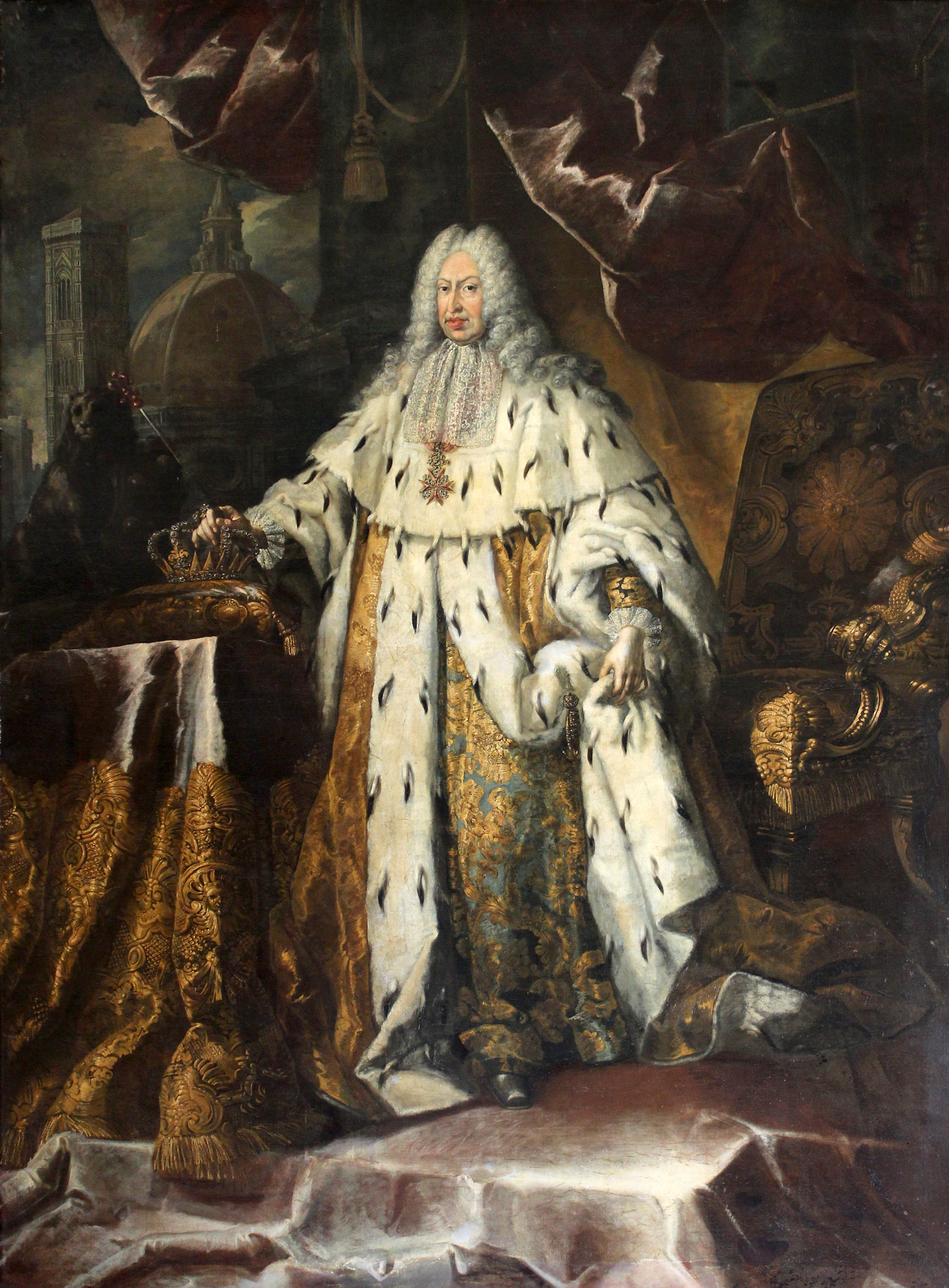
Jean-Gaston de Médicis (1737).

Revenu en Toscane, Jean-Gaston succède à son père sur le trône en 1723, mais se laisse gouverner par ses mignons, souvent présentés par Giuliano Dami.
En 1713, Cosme III avait modifié les lois de succession toscanes pour permettre plus-tard l'accession au trône de sa fille, Anne-Marie-Louise, et passer les dernières années à solliciter les puissances européennes pour accepter de reconnaître ce statut. Cependant, en 1731, Jean-Gaston accueille l'infant d'Espagne don Carlos et le reconnaît comme l'héritier présomptif de la couronne de Toscane, à la place de sa sœur.
Cependant, à l'issue de la guerre de Succession de Pologne, un autre arrangement international dispose du grand-duché. Par une habile manœuvre du cardinal de Fleury, Premier ministre français, les préliminaires du traité de Vienne mettent fin à la guerre en 1738, et disposent notamment que le grand-duché de Toscane, sans héritier direct, soit attribué à François III Étienne, duc de Lorraine et de Bar, lequel doit en retour céder ses duchés à Louis XV au profit du roi de Pologne détrôné, Stanislas Leszczyński, beau-père du roi de France.

### Mort et succession
Jean-Gaston de Médicis s’éteint le 9 juillet 1737, sans descendance. François de Lorraine, gendre de l'empereur Charles VI, lui succède comme convenu sous le nom de François II. Lorsque, comme époux de l'archiduchesse Marie-Thérèse, héritière des Habsbourg d'Autriche, il est lui-même élu empereur en 1745, la Toscane reste dans la maison d'Autriche (ou Habsbourg-Lorraine), jusqu'à l'unification du royaume d'Italie en 1860.